# Med svenska brigaden
Med svenska brigaden är en samtidsskildring av det Finska inbördeskriget 1918 (utgiven samma år), skriven av den svenske författaren och journalisten Walter Hülphers, som deltog som frivillig i Svenska brigaden på de vitas sida under Gustaf Mannerheims befäl. 
Han hade från början tänkt att skriva en bok som skulle bli en historik över kriget, men beslutade sig istället för att göra en subjektiv berättelse av sina upplevelser. 